# Виландро
Виландро (на италиански: Villandro; на немски: Villanders) е селище в провинция Южен Тирол, североизточна Италия. Населението му е 1853 души (декември 2017 г.).
Разположено е на 880 m надморска височина в Алпите, над долината на река Айзак и на 20 km североизточно от град Болцано. 98% от жителите му са немскоезични.